# Neuer jüdischer Friedhof (Hettenleidelheim)
Der Neue Jüdische Friedhof von Hettenleidelheim befindet sich etwa einen Kilometer östlich des Siedlungsgebiets der Gemeinde unweit der Gemarkungsgrenze zu Tiefenthal. Er wurde 1864 angelegt. Von der alten Umfassungsmauer sind noch Reste vorhanden. Er besitzt heute noch insgesamt 128 Grabsteine, die ab 1865 bis ins zwanzigste Jahrhundert hinein aufgestellt wurden. Er ist ein schützenswertes Kulturdenkmal.